# Kébi
Kébi est une localité du Nord de la Côte d'Ivoire, et appartenant au département de Boundiali, Région des Savanes. La localité de Kébi est un chef-lieu de commune.